# Formel 1-VM 2010

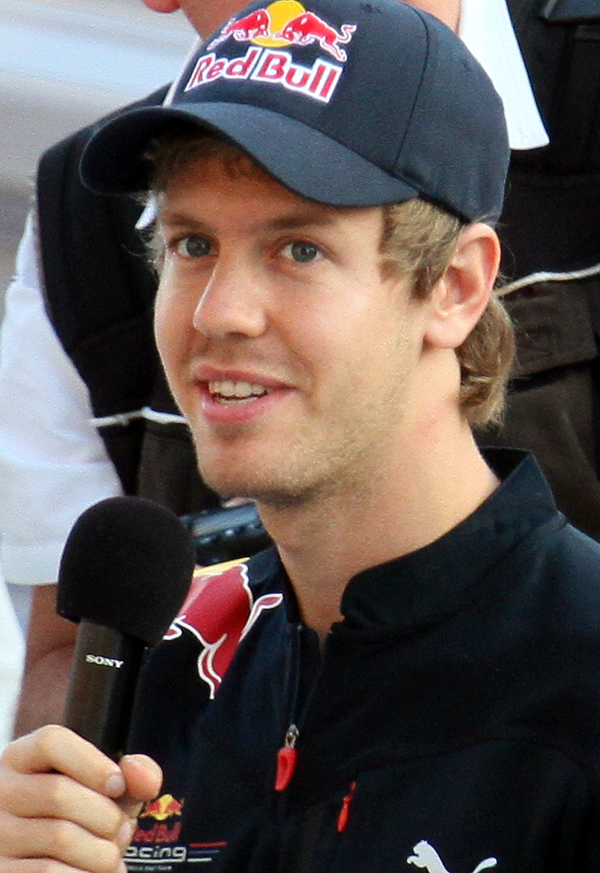
Sebastian Vettel blev världsmästare.

Formel 1-VM 2010 var den 61:a säsongen av FIA:s världsmästerskap för formelbilar, Formel 1.

## Nyheter

### Tävlingar
- Koreas Grand Prix tillkom i tävlingskalendern.
- Japans Grand Prix kördes på Suzuka Circuit.[1]
- Det var tänkt att Storbritanniens Grand Prix skulle flytta från Silverstone till Donington Park från och med 2010, men efter problem med att få banan klar redan till 2010, så förlängde Silverstone sitt kontrakt ytterligare 17 år för Formel 1[2].
- Tysklands Grand Prix kördes på Hockenheimring.
- Kanadas Grand Prix återkom efter att ha varit borta från kalendern en säsong.

### Stall

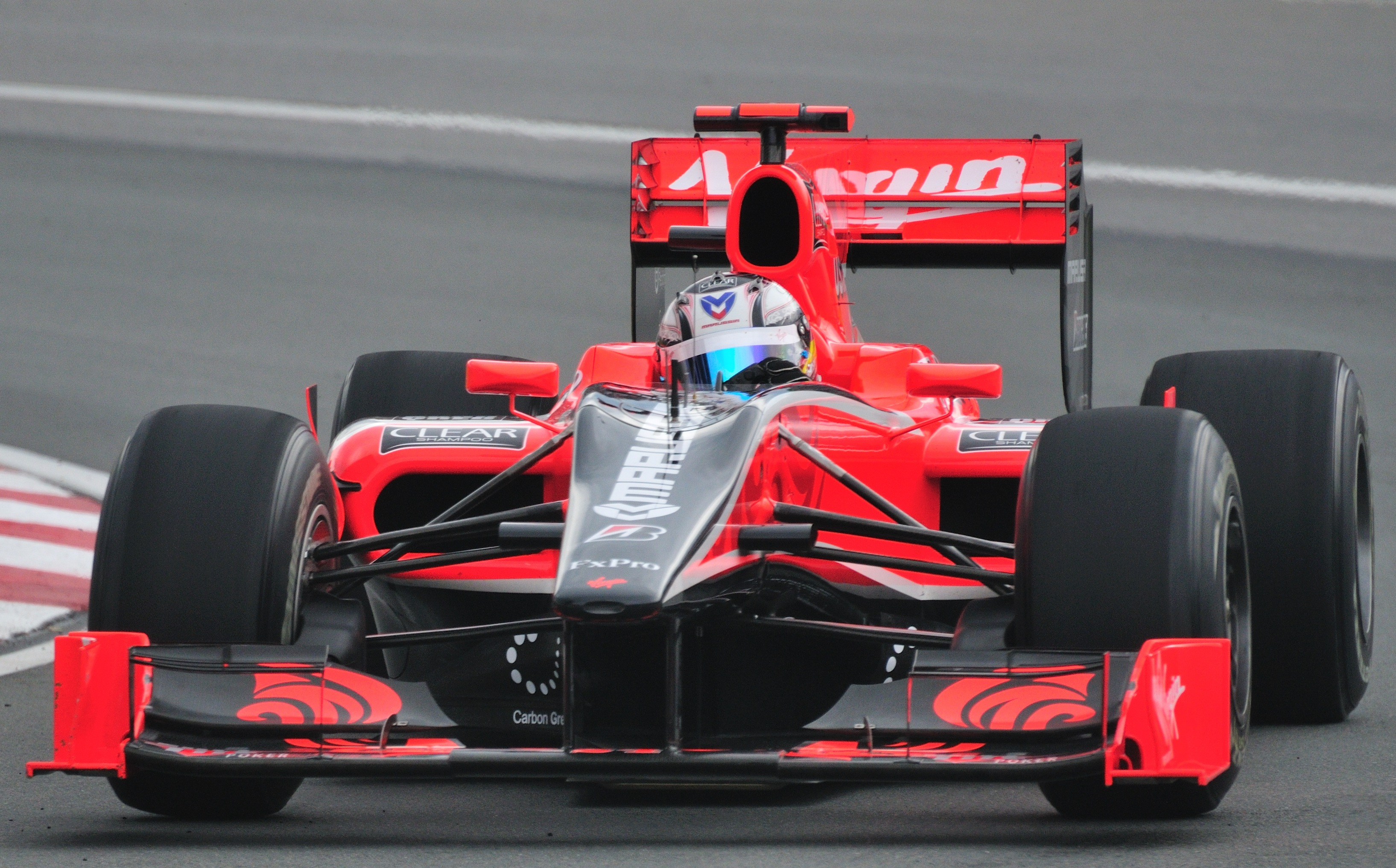
Virgin Racing är ett av tre nya team säsongen 2010.

- Följande stall utöver de som kör 2009 ansökte om deltagande 2010:[3]
  - brittiska Brabham, senast man tävlade i F1 var i Ungern 1992[4]
  - spanska Campos Racing[5]
  - spanska Epsilon Euskadi[6]
  - brittiska Lola, senast man tävlade i F1 var i Australien 1997[7]
  - brittiska Prodrive[8]
  - amerikanska USF1[9]
- Det brittiska Litespeed-stallet hade planer på att delta under namnet Lotus, som senast tävlade i F1 i Australien 1994[10]

- BMW meddelade i juni 2009 att dess stall BMW Sauber drar sig ur formel 1 efter 2009 års säsong.[11] Men den 3 december 2009 kom ett nytt besked om att de kommer stanna efter att Peter Sauber bestämt sig för att fortsätta[12].
- Toyota meddelade 4 november 2009 att de omedelbart kommer att dra sig ur Formel 1.[13]

- 16 november 2009 meddelades det att Mercedes-Benz GP kommer att ersätta Brawn GP till 2010.[14]

- Manor Grand Prix tävlar under namnet Virgin Racing[15].

- USF1, som tänkt att debutera den här säsongen, kommer inte att delta. De ville stå över de fyra första tävlingarna, men FIA var tveksamma till om de skulle få det[16]. Svaret blev till slut nej och föraren José María López, som hade kontrakt med USF1, fick inte göra sin debut[17]. Stefan GP, som köpt Toyota F1:s gamla bilar, var det stall som ville ta deras plats på gridden. Jacques Villeneuve och Kazuki Nakajima var troliga förare där, men det blev inget deltagande för deras del heller[18].

- Redan innan säsongen startade, hade Campos Meta 1 blivit uppköpt och bytt namn till Hispania Racing F1 Team[19].

### Däckleverantör
- Bridgestone fortsätter som enda däckleverantör.

### Regeländringar
FIA meddelade den 24 juni 2009 att reglerna för 2010 och framåt baseras på 2009 års regler samt ytterligare överenskomna regler daterade före den 29 april 2009. Detta innebär att samtliga nuvarande stall, som hotade att starta en ny serie, kommer att köra i F1 säsongen 2010.
Följande regeländringar är överenskomna:
- Stallen måste konstruera och tillverka sina egna bilar.
- Förbud mot att tanka under loppen.
- Nytt poängsystem, vilket från början var tänkt att bli 25, 20, 15, 10, 8, 6, 5, 3, 2, 1[21], men det ändrades sedan till 25, 18, 15, 12, 10, 8, 6, 4, 2, 1 [22].

De regler som man tidigare hade tänkt införa var:
- Standardiserade motorer och transmissionssystem införs.
- Stallen kommer att kunna välja att tävla med bilar konstruerade efter speciella regler och finansierade under ett budgettak på 40 miljoner brittiska pund per kalenderår. Kostnader för till exempel motorer första året, marknadsföring, testförare, böter utdelade av FIA samt åtgärder som inte påverkar tävlingsresultat är dock exkluderade.[23]
  - För budgetstallen gäller: 
    - rörliga fram- och bakvingar tillåts
    - motorer utan varvtalsbegränsning tillåts
    - obegränsade bantester utanför tävlingssäsongen
    - ingen skal- eller hastighetsbegränsning vid vindtunneltester
- Förarmästerskapet vinns av den förare som vunnit flest deltävlingar under säsongen. Om två eller flera förare når samma antal segrar, kommer titeln att tilldelas föraren med flest mästerskapspoäng.
- Standardiserat radio- och telemetrisystem.
- Förbud mot mekanisk rensning av däck.
- Möjlig minskad körsträcka eller körtid.

### Förare

#### In
- Karun Chandhok: Ocean Racing Technology (GP2) → Hispania Racing F1 Team
- Pedro de la Rosa: McLaren (Testförare) → Sauber
- Lucas di Grassi: Fat Burner Racing Engineering (GP2) → Virgin Racing
- Nico Hülkenberg: ART Grand Prix (GP2) → Williams F1
- Vitalij Petrov: Barwa Addax Team (GP2) → Renault F1
- Michael Schumacher: comeback → Mercedes Grand Prix
- Bruno Senna: Team Oreca Matmut (Le Mans Series) → Hispania Racing F1 Team

#### Ut

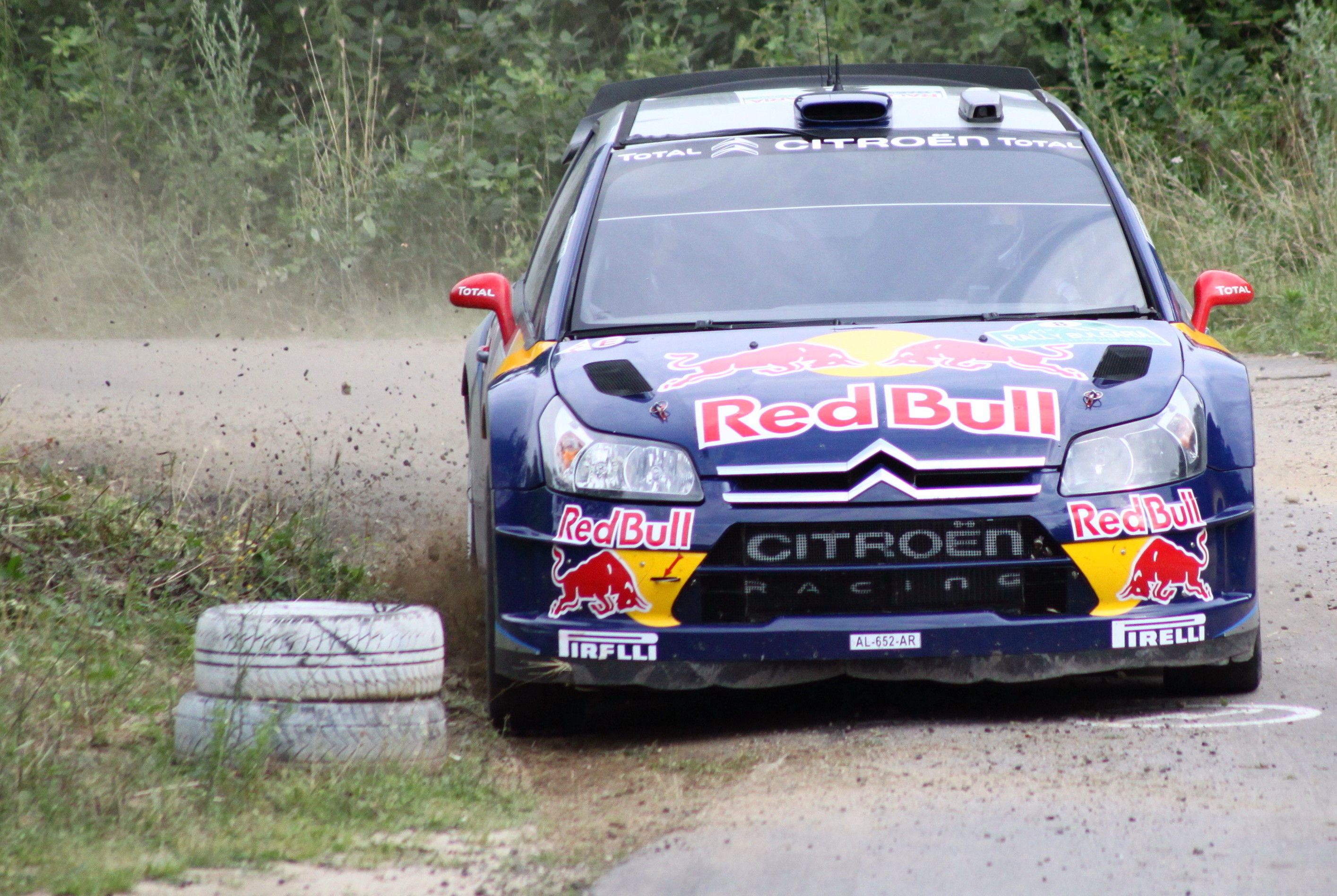
Kimi Räikkönen bestämde sig för att lämna Formel 1 och istället köra i WRC.

- Sébastien Bourdais: Toro Rosso → Olympique Lyonnais (Superleague Formula)
- Giancarlo Fisichella: Force India → Scuderia Ferrari (Testförare) och AF Corsa (Le Mans Series)
- Nick Heidfeld: BMW Sauber → Mercedes Grand Prix (Testförare)
- Kazuki Nakajima: Williams F1 → Super GT, Formel Nippon
- Nelsinho Piquet: Renault F1 → Red Horse Racing (NASCAR Camping World Truck Series)
- Kimi Räikkönen: Scuderia Ferrari → Citroën Junior Team (WRC)

#### Stallbyten
- Fernando Alonso: Renault F1 → Scuderia Ferrari
- Rubens Barrichello: Brawn GP → Williams F1
- Jenson Button: Brawn GP → McLaren
- Timo Glock: Toyota F1 → Virgin Racing
- Kamui Kobayashi: Toyota F1 → Sauber
- Heikki Kovalainen: McLaren → Lotus Racing
- Robert Kubica: BMW Sauber → Renault F1
- Nico Rosberg: Williams F1 → Mercedes Grand Prix
- Jarno Trulli: Toyota F1 → Lotus Racing

## Grand Prix-kalender

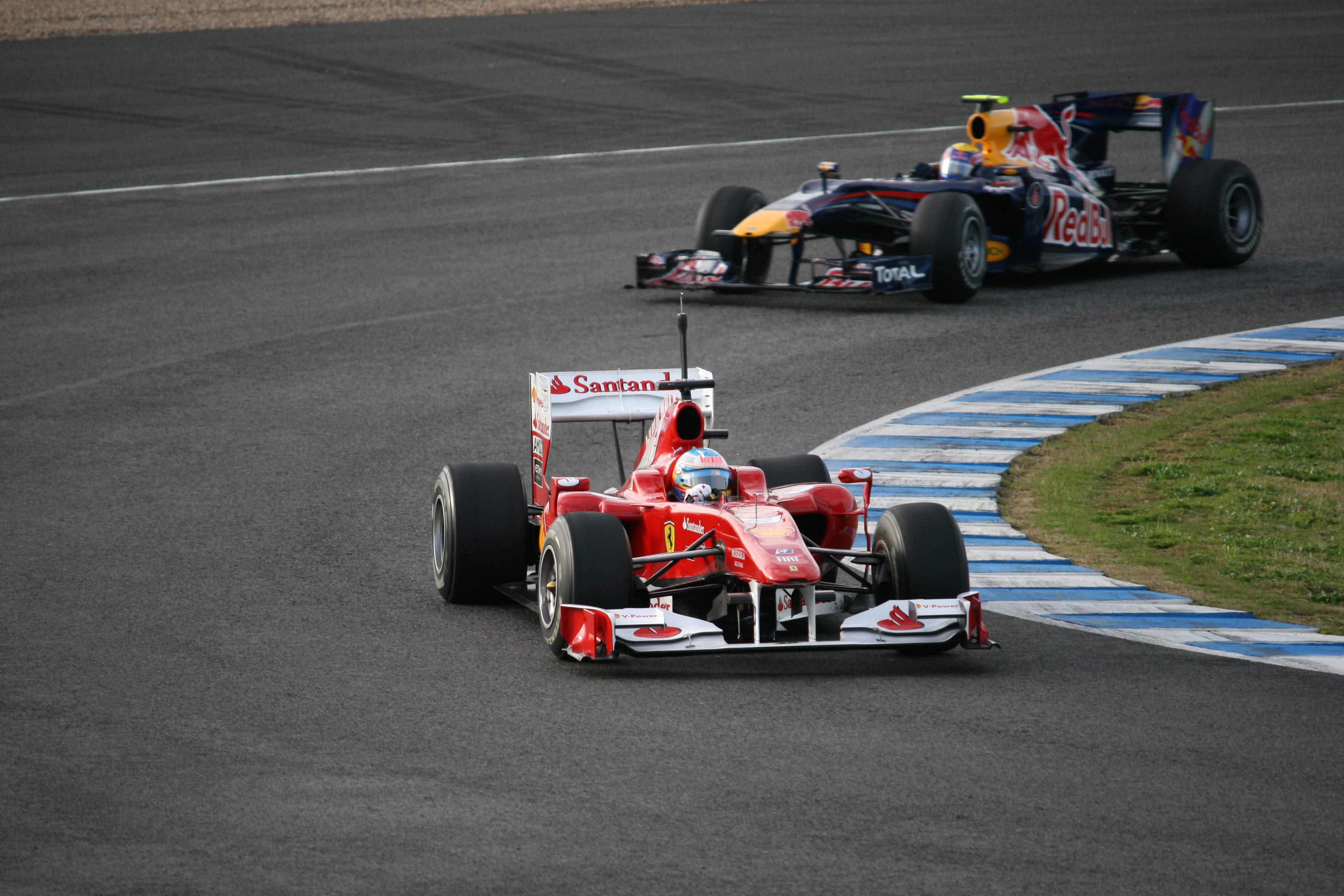
Fernando Alonso tog, tillsammans med Sebastian Vettel, flest segrar under säsongen (5).

| Grand Prix                 | Datum        | Bana                                | Vinnande förare  | Vinnande tillverkare |   |
| -------------------------- | ------------ | ----------------------------------- | ---------------- | -------------------- | - |
| Bahrains Grand Prix        | 14 mars      | Sakhir                              | Fernando Alonso  | Scuderia Ferrari     | * |
| Australiens Grand Prix     | 28 mars      | Melbourne                           | Jenson Button    | McLaren-Mercedes     | * |
| Malaysias Grand Prix       | 4 april      | Sepang                              | Sebastian Vettel | Red Bull Racing      | * |
| Kinas Grand Prix           | 18 april     | Shanghai                            | Jenson Button    | McLaren-Mercedes     | * |
| Spaniens Grand Prix        | 9 maj        | Catalunya                           | Mark Webber      | Red Bull Racing      | * |
| Monacos Grand Prix         | 16 maj       | Monaco (Stadslopp)                  | Mark Webber      | Red Bull Racing      | * |
| Turkiets Grand Prix        | 30 maj       | Istanbul Park                       | Lewis Hamilton   | McLaren-Mercedes     | * |
| Kanadas Grand Prix         | 13 juni      | Montréal                            | Lewis Hamilton   | McLaren-Mercedes     | * |
| Europas Grand Prix         | 27 juni      | Valencia (Stadslopp)                | Sebastian Vettel | Red Bull Racing      | * |
| Storbritanniens Grand Prix | 11 juli      | Silverstone                         | Mark Webber      | Red Bull Racing      | * |
| Tysklands Grand Prix       | 25 juli      | Hockenheimring                      | Fernando Alonso  | Scuderia Ferrari     | * |
| Ungerns Grand Prix         | 1 augusti    | Hungaroring                         | Mark Webber      | Red Bull Racing      | * |
| Belgiens Grand Prix        | 29 augusti   | Spa-Francorchamps                   | Lewis Hamilton   | McLaren-Mercedes     | * |
| Italiens Grand Prix        | 12 september | Monza                               | Fernando Alonso  | Scuderia Ferrari     | * |
| Singapores Grand Prix      | 26 september | Marina Bay (Stadslopp och nattlopp) | Fernando Alonso  | Scuderia Ferrari     | * |
| Japans Grand Prix          | 10 oktober   | Suzuka                              | Sebastian Vettel | Red Bull Racing      | * |
| Koreas Grand Prix          | 24 oktober   | Korean International Circuit        | Fernando Alonso  | Scuderia Ferrari     | * |
| Brasiliens Grand Prix      | 7 november   | Interlagos                          | Sebastian Vettel | Red Bull Racing      | * |
| Abu Dhabis Grand Prix      | 14 november  | Yas Marina                          | Sebastian Vettel | Red Bull Racing      | * |

## Stall och förare

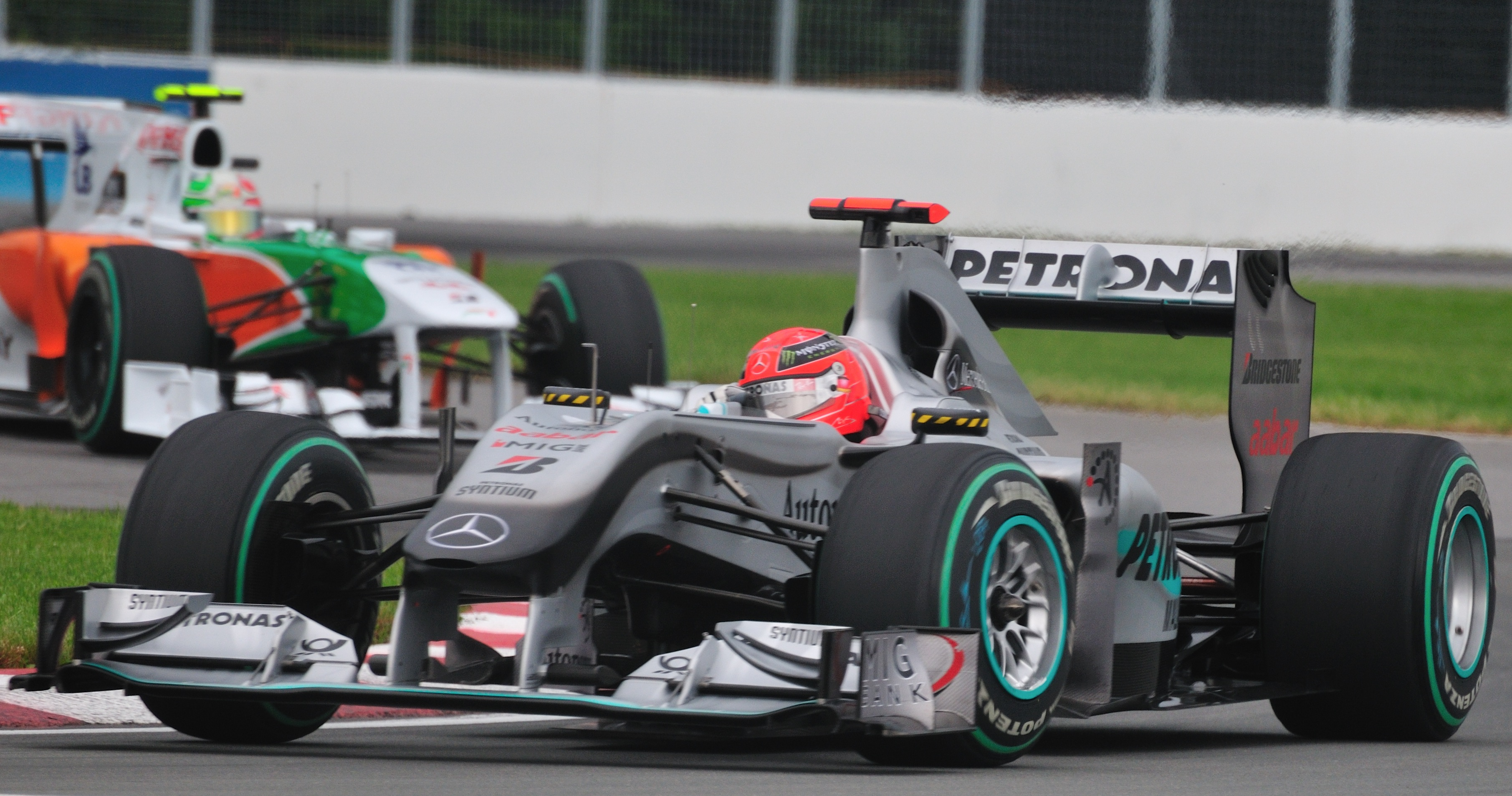
Den sjufaldiga världsmästaren Michael Schumacher gjorde comeback.

| Stall                                 | Chassi  | Motor             | Nr | Förare             | Race             | Test/Reservförare                                                        |
| ------------------------------------- | ------- | ----------------- | -- | ------------------ | ---------------- | ------------------------------------------------------------------------ |
| Vodafone McLaren Mercedes             | MP4-25  | Mercedes FO 108X  | 1  | Jenson Button      | Alla             | Gary Paffett                                                             |
| Vodafone McLaren Mercedes             | MP4-25  | Mercedes FO 108X  | 2  | Lewis Hamilton     | Alla             | Gary Paffett                                                             |
| Mercedes GP Petronas Formula One Team | MGP W01 | Mercedes FO 108X  | 3  | Michael Schumacher | Alla             | Nick Heidfeld                                                            |
| Mercedes GP Petronas Formula One Team | MGP W01 | Mercedes FO 108X  | 4  | Nico Rosberg       | Alla             | Nick Heidfeld                                                            |
| Red Bull Racing                       | RB6     | Renault RS27-2010 | 5  | Sebastian Vettel   | Alla             | Brendon Hartley Daniel Ricciardo David Coulthard                         |
| Red Bull Racing                       | RB6     | Renault RS27-2010 | 6  | Mark Webber        | Alla             | Brendon Hartley Daniel Ricciardo David Coulthard                         |
| Scuderia Ferrari Marlboro             | F10     | Ferrari 056       | 7  | Felipe Massa       | Alla             | Giancarlo Fisichella Luca Badoer Marc Gene Jules Bianchi Valentino Rossi |
| Scuderia Ferrari Marlboro             | F10     | Ferrari 056       | 8  | Fernando Alonso    | Alla             | Giancarlo Fisichella Luca Badoer Marc Gene Jules Bianchi Valentino Rossi |
| AT&T Williams                         | FW32    | Cosworth CA2010   | 9  | Rubens Barrichello | Alla             | Valtteri Bottas                                                          |
| AT&T Williams                         | FW32    | Cosworth CA2010   | 10 | Nico Hülkenberg    | Alla             | Valtteri Bottas                                                          |
| Renault F1 Team                       | R30     | Renault RS27-2010 | 11 | Robert Kubica      | Alla             | Ho-Pin Tung Jan Charouz Jérôme d'Ambrosio                                |
| Renault F1 Team                       | R30     | Renault RS27-2010 | 12 | Vitalij Petrov     | Alla             | Ho-Pin Tung Jan Charouz Jérôme d'Ambrosio                                |
| Force India F1 Team                   | VJM03   | Mercedes FO 108X  | 14 | Adrian Sutil       | Alla             | Paul di Resta                                                            |
| Force India F1 Team                   | VJM03   | Mercedes FO 108X  | 15 | Vitantonio Liuzzi  | Alla             | Paul di Resta                                                            |
| Scuderia Toro Rosso                   | STR5    | Ferrari 056       | 16 | Sebastien Buemi    | Alla             | Brendon Hartley Daniel Ricciardo David Coulthard                         |
| Scuderia Toro Rosso                   | STR5    | Ferrari 056       | 17 | Jaime Alguersuari  | Alla             | Brendon Hartley Daniel Ricciardo David Coulthard                         |
| Lotus Racing                          | T127    | Cosworth CA2010   | 18 | Heikki Kovalainen  | Alla             | Fairuz Fauzy                                                             |
| Lotus Racing                          | T127    | Cosworth CA2010   | 19 | Jarno Trulli       | Alla             | Fairuz Fauzy                                                             |
| Hispania Racing F1 Team               | F110    | Cosworth CA2010   | 20 | Karun Chandhok     | 1 → 10           | Christian Klien Sakon Yamamoto                                           |
| Hispania Racing F1 Team               | F110    | Cosworth CA2010   | 20 | Sakon Yamamoto     | 11 → 14, 16 → 17 | Christian Klien Sakon Yamamoto                                           |
| Hispania Racing F1 Team               | F110    | Cosworth CA2010   | 20 | Christian Klien    | 15, 18 → 19      | Christian Klien Sakon Yamamoto                                           |
| Hispania Racing F1 Team               | F110    | Cosworth CA2010   | 21 | Bruno Senna        | 1 → 9, 11 → 19   | Christian Klien Sakon Yamamoto                                           |
| Hispania Racing F1 Team               | F110    | Cosworth CA2010   | 21 | Sakon Yamamoto     | 10               | Christian Klien Sakon Yamamoto                                           |
| BMW Sauber F1 Team                    | C29     | Ferrari 056       | 22 | Pedro de la Rosa   | 1 → 14           | Esteban Gutiérrez                                                        |
| BMW Sauber F1 Team                    | C29     | Ferrari 056       | 22 | Nick Heidfeld      | 15 → 19          | Esteban Gutiérrez                                                        |
| BMW Sauber F1 Team                    | C29     | Ferrari 056       | 23 | Kamui Kobayashi    | Alla             | Esteban Gutiérrez                                                        |
| Virgin Racing                         | VR-01   | Cosworth CA2010   | 24 | Timo Glock         | Alla             | Andy Soucek Luiz Razia Jérôme d'Ambrosio                                 |
| Virgin Racing                         | VR-01   | Cosworth CA2010   | 25 | Lucas di Grassi    | Alla             | Andy Soucek Luiz Razia Jérôme d'Ambrosio                                 |

## Slutställningar

### Förarmästerskapet
| Pl. | Förare             | BHR | AUS | MAL | CHN | ESP | MON | TUR | CAN | EUR | GBR | GER | HUN | BEL | ITA | SIN | JPN | KOR | BRA | ABU | Poäng |
| --- | ------------------ | --- | --- | --- | --- | --- | --- | --- | --- | --- | --- | --- | --- | --- | --- | --- | --- | --- | --- | --- | ----- |
| 1   | Sebastian Vettel   | 4   | Ret | 1   | 6   | 3   | 2   | Ret | 4   | 1   | 7   | 3   | 3   | 15  | 4   | 2   | 1   | Ret | 1   | 1   | 256   |
| 2   | Fernando Alonso    | 1   | 4   | 13* | 4   | 2   | 6   | 8   | 3   | 8   | 14  | 1   | 2   | Ret | 1   | 1   | 3   | 1   | 3   | 7   | 252   |
| 3   | Mark Webber        | 8   | 9   | 2   | 8   | 1   | 1   | 3   | 5   | Ret | 1   | 6   | 1   | 2   | 6   | 3   | 2   | Ret | 2   | 8   | 242   |
| 4   | Lewis Hamilton     | 3   | 6   | 6   | 2   | 14* | 5   | 1   | 1   | 2   | 2   | 4   | Ret | 1   | Ret | Ret | 5   | 2   | 4   | 2   | 240   |
| 5   | Jenson Button      | 7   | 1   | 8   | 1   | 5   | Ret | 2   | 2   | 3   | 4   | 5   | 8   | Ret | 2   | 4   | 4   | 12  | 5   | 3   | 214   |
| 6   | Felipe Massa       | 2   | 3   | 7   | 9   | 6   | 4   | 7   | 15  | 11  | 15  | 2   | 4   | 4   | 3   | 8   | Ret | 3   | 15  | 10  | 144   |
| 7   | Nico Rosberg       | 5   | 5   | 3   | 3   | 13  | 7   | 5   | 6   | 10  | 3   | 8   | Ret | 6   | 5   | 5   | 17* | Ret | 6   | 4   | 142   |
| 8   | Robert Kubica      | 11  | 2   | 4   | 5   | 8   | 3   | 6   | 7   | 5   | Ret | 7   | Ret | 3   | 8   | 7   | Ret | 5   | 9   | 5   | 136   |
| 9   | Michael Schumacher | 6   | 10  | Ret | 10  | 4   | 12  | 4   | 11  | 15  | 9   | 9   | 11  | 7   | 9   | 13  | 6   | 4   | 7   | Ret | 72    |
| 10  | Rubens Barrichello | 10  | 8   | 12  | 12  | 9   | Ret | 14  | 14  | 4   | 5   | 12  | 10  | Ret | 10  | 6   | 9   | 7   | 14  | 12  | 47    |
| 11  | Adrian Sutil       | 12  | Ret | 5   | 11  | 7   | 8   | 9   | 10  | 6   | 8   | 17  | Ret | 5   | 16  | 9   | Ret | Ret | 12  | 13  | 47    |
| 12  | Kamui Kobayashi    | Ret | Ret | Ret | Ret | 12  | Ret | 10  | Ret | 7   | 6   | 11  | 9   | 8   | Ret | Ret | 7   | 8   | 10  | 14  | 32    |
| 13  | Vitaly Petrov      | Ret | Ret | Ret | 7   | 11  | 13* | 15  | 17  | 14  | 13  | 10  | 5   | 9   | 13  | 11  | Ret | Ret | 16  | 6   | 27    |
| 14  | Nico Hülkenberg    | 14  | Ret | 10  | 15  | 16  | Ret | 17  | 13  | Ret | 10  | 13  | 6   | 14  | 7   | 10  | Ret | 10  | 8   | 16  | 22    |
| 15  | Vitantonio Liuzzi  | 9   | 7   | Ret | Ret | 15* | 9   | 13  | 9   | 16  | 11  | 16  | 13  | 10  | 12  | Ret | Ret | 6   | Ret | Ret | 21    |
| 16  | Sébastien Buemi    | 16* | Ret | 11  | Ret | Ret | 10  | 16  | 8   | 9   | 12  | Ret | 12  | 12  | 11  | 14  | 10  | Ret | 13  | 15  | 8     |
| 17  | Pedro de la Rosa   | Ret | 12  | DNS | Ret | Ret | Ret | 11  | Ret | 12  | Ret | 14  | 7   | 11  | 14  |     |     |     |     |     | 6     |
| 18  | Nick Heidfeld      |     |     |     |     |     |     |     |     |     |     |     |     |     |     | Ret | 8   | 9   | 17  | 11  | 6     |
| 19  | Jaime Alguersuari  | 13  | 11  | 9   | 13  | 10  | 11  | 12  | 12  | 13  | Ret | 15  | Ret | 13  | 15  | 12  | 11  | 11  | 11  | 9   | 5     |
| 20  | Heikki Kovalainen  | 15  | 13  | Ret | 14  | DNS | Ret | Ret | 16  | Ret | 17  | Ret | 14  | 16  | 18  | 16* | 12  | 13  | 18  | 17  | 0     |
| 21  | Jarno Trulli       | 17* | DNS | 17  | Ret | 17  | 15* | Ret | Ret | 21  | 16  | Ret | 15  | 19  | Ret | Ret | 13  | Ret | 19  | 21* | 0     |
| 22  | Karun Chandhok     | Ret | 14  | 15  | 17  | Ret | 14* | 20* | 18  | 18  | 19  |     |     |     |     |     |     |     |     |     | 0     |
| 23  | Bruno Senna        | Ret | Ret | 16  | 16  | Ret | Ret | Ret | Ret | 20  |     | 19  | 17  | Ret | Ret | Ret | 15  | 14  | 21  | 19  | 0     |
| 24  | Lucas di Grassi    | Ret | Ret | 14  | Ret | 19  | Ret | 19  | 19  | 17  | Ret | Ret | 18  | 17  | 20  | 15  | DNS | Ret | NC  | 18  | 0     |
| 25  | Timo Glock         | Ret | Ret | Ret | DNS | 18  | Ret | 18  | Ret | 19  | 18  | 18  | 16  | 18  | 17  | Ret | 14  | Ret | 20  | Ret | 0     |
| 26  | Sakon Yamamoto     |     |     |     |     |     |     |     |     |     | 20  | Ret | 19  | 20  | 19  |     | 16  | 15  |     |     | 0     |
| 27  | Christian Klien    |     |     |     |     |     |     |     |     |     |     |     |     |     |     | Ret |     |     | 22  | 20  | 0     |
| Pl. | Förare             | BHR | AUS | MAL | CHN | ESP | MON | TUR | CAN | EUR | GBR | GER | HUN | BEL | ITA | SIN | JPN | KOR | BRA | ABU | Poäng |

| Färg   | Tecken                 | Betydelse              |
| ------ | ---------------------- | ---------------------- |
| Guld   | 1                      | Segrare                |
| Silver | 2                      | Tvåa                   |
| Brons  | 3                      | Trea                   |
| Grön   | Placering (med poäng)  | Placering (med poäng)  |
| Blå    | Placering (utan poäng) | Placering (utan poäng) |
| Blå    | NC                     | Ej klassificerad       |
| Lila   | DNF                    | Avslutade ej           |
| Lila   | RET                    | Avbröt tävlingen       |
| Röd    | DNQ                    | Ej kvalificerad        |
| Röd    | DNPQ                   | Ej för-kvalificerad    |
| Röd    | DNA                    | Icke närvarande        |
| Svart  | DSQ                    | Diskvalificerad        |
| Vit    | DNS                    | Startade ej            |
| Vit    | WD                     | Drog sig ur            |
| Vit    | C                      | Racet inställt         |
| Blank  | DE                     | Deltog ej              |
| Blank  | EX                     | Utesluten              |

* Föraren gick ej i mål, men blev klassificerad för att ha kört över 90% av racedistansen.

### Konstruktörsmästerskapet
| Pl. | Team                 | Nr | BHR | AUS | MAL | CHN | ESP | MON | TUR | CAN | EUR | GBR | GER | HUN | BEL | ITA | SIN | JPN | KOR | BRA | ABU | Poäng |
| --- | -------------------- | -- | --- | --- | --- | --- | --- | --- | --- | --- | --- | --- | --- | --- | --- | --- | --- | --- | --- | --- | --- | ----- |
| 1   | Red Bull-Renault     | 5  | 4   | Ret | 1   | 6   | 3   | 2   | Ret | 4   | 1   | 7   | 3   | 3   | 15  | 4   | 2   | 1   | Ret | 1   | 1   | 498   |
| 1   | Red Bull-Renault     | 6  | 8   | 9   | 2   | 8   | 1   | 1   | 3   | 5   | Ret | 1   | 6   | 1   | 2   | 6   | 3   | 2   | Ret | 2   | 8   | 498   |
| 2   | McLaren-Mercedes     | 1  | 7   | 1   | 8   | 1   | 5   | Ret | 2   | 2   | 3   | 4   | 5   | 8   | Ret | 2   | 4   | 4   | 12  | 5   | 3   | 454   |
| 2   | McLaren-Mercedes     | 2  | 3   | 6   | 6   | 2   | 14† | 5   | 1   | 1   | 2   | 2   | 4   | Ret | 1   | Ret | Ret | 5   | 2   | 4   | 2   | 454   |
| 3   | Ferrari              | 7  | 2   | 3   | 7   | 9   | 6   | 4   | 7   | 15  | 11  | 15  | 2   | 4   | 4   | 3   | 8   | Ret | 3   | 15  | 10  | 396   |
| 3   | Ferrari              | 8  | 1   | 4   | 13* | 4   | 2   | 6   | 8   | 3   | 8   | 14  | 1   | 2   | Ret | 1   | 1   | 3   | 1   | 3   | 7   | 396   |
| 4   | Mercedes             | 3  | 6   | 10  | Ret | 10  | 4   | 12  | 4   | 11  | 15  | 9   | 9   | 11  | 7   | 9   | 13  | 6   | 4   | 7   | Ret | 214   |
| 4   | Mercedes             | 4  | 5   | 5   | 3   | 3   | 13  | 7   | 5   | 6   | 10  | 3   | 8   | Ret | 6   | 5   | 5   | 17* | Ret | 6   | 4   | 214   |
| 5   | Renault              | 11 | 11  | 2   | 4   | 5   | 8   | 3   | 6   | 7   | 5   | Ret | 7   | Ret | 3   | 8   | 7   | Ret | 5   | 9   | 5   | 163   |
| 5   | Renault              | 12 | Ret | Ret | Ret | 7   | 11  | 13* | 15  | 17  | 14  | 13  | 10  | 5   | 9   | 13  | 11  | Ret | Ret | 16  | 6   | 163   |
| 6   | Williams-Cosworth    | 9  | 10  | 8   | 12  | 12  | 9   | Ret | 14  | 14  | 4   | 5   | 12  | 10  | Ret | 10  | 6   | 9   | 7   | 14  | 12  | 69    |
| 6   | Williams-Cosworth    | 10 | 14  | Ret | 10  | 15  | 16  | Ret | 17  | 13  | Ret | 10  | 13  | 6   | 14  | 7   | 10  | Ret | 10  | 8   | 16  | 69    |
| 7   | Force India-Mercedes | 14 | 12  | Ret | 5   | 11  | 7   | 8   | 9   | 10  | 6   | 8   | 17  | Ret | 5   | 16  | 9   | Ret | Ret | 12  | 13  | 68    |
| 7   | Force India-Mercedes | 15 | 9   | 7   | Ret | Ret | 15* | 9   | 13  | 9   | 16  | 11  | 16  | 13  | 10  | 12  | Ret | Ret | 6   | Ret | Ret | 68    |
| 8   | BMW Sauber-Ferrari   | 22 | Ret | 12  | DNS | Ret | Ret | Ret | 11  | Ret | 12  | Ret | 14  | 7   | 11  | 14  | Ret | 8   | 9   | 17  | 11  | 44    |
| 8   | BMW Sauber-Ferrari   | 23 | Ret | Ret | Ret | Ret | 12  | Ret | 10  | Ret | 7   | 6   | 11  | 9   | 8   | Ret | Ret | 7   | 8   | 10  | 14  | 44    |
| 9   | Toro Rosso-Ferrari   | 16 | 16* | Ret | 11  | Ret | Ret | 10  | 16  | 8   | 9   | 12  | Ret | 12  | 12  | 11  | 14  | 10  | Ret | 13  | 15  | 13    |
| 9   | Toro Rosso-Ferrari   | 17 | 13  | 11  | 9   | 13  | 10  | 11  | 12  | 12  | 13  | Ret | 15  | Ret | 13  | 15  | 12  | 11  | 11  | 11  | 9   | 13    |
| 10  | Lotus-Cosworth       | 18 | 17* | DNS | 17  | Ret | 17  | 15* | Ret | Ret | 21  | 16  | Ret | 15  | 19  | Ret | Ret | 13  | Ret | 19  | Ret | 0     |
| 10  | Lotus-Cosworth       | 19 | 15  | 13  | Ret | 14  | DNS | Ret | Ret | 16  | Ret | 17  | Ret | 14  | 16  | 18  | 16* | 12  | 13  | 18  | 17  | 0     |
| 11  | HRT-Cosworth         | 20 | Ret | 14  | 15  | 17  | Ret | 14* | 20* | 18  | 18  | 19  | Ret | 19  | 20  | 19  | Ret | 16  | 15  | 22  | 20  | 0     |
| 11  | HRT-Cosworth         | 21 | Ret | Ret | 16  | 16  | Ret | Ret | Ret | Ret | 20  | 20  | 19  | 17  | Ret | Ret | Ret | 15  | 14  | 21  | 19  | 0     |
| 12  | Virgin-Cosworth      | 24 | Ret | Ret | Ret | DNS | 18  | Ret | 18  | Ret | 19  | 18  | 18  | 16  | 18  | 17  | Ret | 14  | Ret | 20  | Ret | 0     |
| 12  | Virgin-Cosworth      | 25 | Ret | Ret | 14  | Ret | 19  | Ret | 19  | 19  | 17  | Ret | Ret | 18  | 17  | 20  | 15  | DNS | Ret | NC  | 18  | 0     |
| Pl. | Team                 | Nr | BHR | AUS | MAL | CHN | ESP | MON | TUR | CAN | EUR | GBR | GER | HUN | BEL | ITA | SIN | JPN | KOR | BRA | ABU | Poäng |

| Färg   | Tecken                 | Betydelse              |
| ------ | ---------------------- | ---------------------- |
| Guld   | 1                      | Segrare                |
| Silver | 2                      | Tvåa                   |
| Brons  | 3                      | Trea                   |
| Grön   | Placering (med poäng)  | Placering (med poäng)  |
| Blå    | Placering (utan poäng) | Placering (utan poäng) |
| Blå    | NC                     | Ej klassificerad       |
| Lila   | DNF                    | Avslutade ej           |
| Lila   | RET                    | Avbröt tävlingen       |
| Röd    | DNQ                    | Ej kvalificerad        |
| Röd    | DNPQ                   | Ej för-kvalificerad    |
| Röd    | DNA                    | Icke närvarande        |
| Svart  | DSQ                    | Diskvalificerad        |
| Vit    | DNS                    | Startade ej            |
| Vit    | WD                     | Drog sig ur            |
| Vit    | C                      | Racet inställt         |
| Blank  | DE                     | Deltog ej              |
| Blank  | EX                     | Utesluten              |

* Föraren gick ej i mål, men klassificerades för att ha kört över 90% av racedistansen.